# Llanddeusant (Carmarthenshire)
Pour le village sur Anglesey, voir Llanddeusant (Anglesey).
Llanddeusant est un hameau et une communauté du Carmarthenshire, au pays de Galles.

## Géographie
Le village de Llanddeusant est situé dans l'est du Carmarthenshire, à la frontière du comté de Powys. Les villes les plus proches sont Llandovery, à une douzaine de kilomètres au nord, et Llandeilo, à une vingtaine de kilomètres à l'ouest.
Llanddeusant se trouve dans le massif du Black Mountain (en), qui constitue la partie la plus occidentale du parc national des Bannau Brycheiniog. Le lac glaciaire de Llyn y Fan Fach (en) se situe à quelques kilomètres au sud-est du village. Deux rivières prennent leur source sur le territoire de la communauté : la Sawdde (en), qui se jette dans la Towy près de Llandeilo, et la Twrch (en), qui marque la frontière entre le Carmarthenshire et le Powys.

## Histoire
Un ermite nommé Paulinus aurait fondé un monastère à Llandeusant avec ses frères Potolius et Notolius au VIe siècle. Le nom du village, qui signifie « l'église des deux saints  », ferait référence à ces deux frères. Paulinus serait quant à lui Paul Aurélien, l'un des sept saints fondateurs de la Bretagne.

## Démographie
Au recensement de 2011, la communauté de Llanddeusant comptait 220 habitants.

## Culture locale et patrimoine
L'église anglicane du village, dédiée aux apôtres Simon et Jude, remonte au XVe siècle, voire au XIVe siècle. Restaurée au XIXe siècle, c'est un monument classé de grade II* depuis 1964.